# Ramulus filiformis
Ramulus filiformis är en insektsart som först beskrevs av Herbst 1786.  Ramulus filiformis ingår i släktet Ramulus och familjen Phasmatidae. Inga underarter finns listade i Catalogue of Life.